# 日本の伝統工芸品の一覧
日本の伝統工芸品の一覧（にほんのでんとうこうげいひんのいちらん）では、日本の各都道府県で生産されている伝統工芸品についてまとめる。なお、一部の伝統工芸品については経済産業大臣指定伝統的工芸品（太字で表記）または各都道府県指定伝統工芸品とされており、重ねて指定されているものもある。

## 北海道地方
- 二風谷イタ
- 二風谷アットゥシ
- アイヌ工芸品 (編物・織物)
- アイヌ工芸品 (木彫)
- ニポポ
- 木彫りの熊
- 旭川木彫
- 旭川ひきもの細工
- 優佳良織

## 東北地方

### 青森県
青森県伝統的工芸品の一覧
- 津軽塗
- 津軽焼
- 八戸焼き
- 下川原焼土人形
- あけび蔓細工
- 津軽竹籠
- ひば曲物
- こぎん刺し
- 南部裂織
- 南部菱刺し
- 温湯こけし
- 大鰐こけし・ずぐり
- 弘前こけし・木地玩具
- 八幡馬
- 善知鳥彫ダルマ
- 津軽凧
- 津軽びいどろ
- 錦石
- 南部姫鞠
- えんぶり烏帽子
- 目屋人形
- 津軽打刃物
- 津軽桐下駄
- 南部総桐箪笥
- 太鼓
- ねぶたハネト人形
- 津軽裂織

### 岩手県
岩手県伝統的工芸品の一覧
- 南部鉄器
- 岩谷堂箪笥
- 秀衡塗
- 浄法寺塗
- 南部木杓子
- 安比塗
- 岩泉純木家具
- 大野木工
- 南部桐まくら
- 南部細目組紋様組子細工
- 木杓子
- 木工品（北上市）
- 南部紫・茜しぼり染
- 南部古代型染
- 八幡平地熱染
- 南部型染
- 南部裂き織
- 南部紬（花泉町）
- 南部千厩紬
- 南部紬（岩泉町）
- 岩手冷藍染
- 田舎手さき織
- 鍛冶丁焼
- 台焼
- 藤沢焼
- 小久慈焼
- 竹細工（花泉町）
- 竹細工（二戸市）
- あけびづる細工
- 盛岡のこけし
- チャグチャグ馬コ
- 南部系こけし
- 花巻人形
- 鹿踊人形
- 張子の金のベゴッコ
- 忍び駒
- 南部系覚平こけし
- 鬼剣舞面・鬼剣舞人形
- 遠刈田系湯田こけし
- 雪やけこけし
- 六原張り子
- 東山こけし
- 遠野の河童
- 遠野附馬牛人形
- 久慈琥珀
- 花巻傘
- 成島和紙
- ほおずき細工
- 紫雲石硯（東山町）
- 紫雲石硯（大船渡市）
- 東山和紙
- 久慈砂鉄鍋
- 鮭革加工

### 宮城県
宮城県伝統的工芸品の一覧
- 鳴子漆器
- 雄勝硯
- 宮城伝統こけし
- 松川だるま
- 仙台箪笥
- 白石和紙
- 柳生和紙
- 堤焼
- 埋木細工
- 岩出山しのまこ竹細工
- 中新田打刃物
- 松笠風鈴
- 堤人形
- 切込焼
- 仙台張子
- 仙台釣竿
- 仙台平
- 仙台御筆
- 玉虫塗
- 若柳地織
- 仙台堆朱

### 秋田県
秋田県伝統工芸品
- 川連漆器
- 大館曲げわっぱ
- 樺細工
- 秋田杉桶樽
- 白岩焼
- 秋田銀線細工
- 川連こけし
- イタヤ細工
- 大曲の花火
- 打刃物
- 秋田八丈
- 十文字和紙
- 秋田蕗摺
- 本荘ごてんまり
- 杢目金
- 秋田仏壇
- 中山人形
- 十二支土鈴
- 八橋人形
- 秋田杉桶樽
- 秋田塗

### 山形県
県指定伝統工芸品リスト　山形県
- 置賜紬
- 山形鋳物
- 山形仏壇
- 天童将棋駒
- 羽越しな布
- 磯草塗
- 酒田船箪笥
- 絵ろうそく
- 酒田光丘彫
- 鶴岡竹漆器
- 黒柿細工
- 庄内御殿まり
- いづめこ人形
- 関川のしな織
- 深山和紙成島焼
- 笹野一刀彫
- 米沢相良人形
- 新庄亀綾織
- 新庄東山焼
- 上の畑焼
- 平清水陶磁器
- 山形打刃物
- 山形漆器
- 桶・樽
- 山形竹細工
- 山形桐紙
- 山形和傘
- 山形伝統こけし

### 福島県
福島県指定伝統工芸品
- 会津塗
- 会津本郷焼
- 奥会津編み組細工
- 奥会津昭和からむし織（会津郷からむし織）
- 大堀相馬焼
- 起上り小法師
- 会津天神
- 赤ベコ
- 風車
- 会津絵蝋燭
- 会津慶山焼
- 会津唐人凧
- 会津木綿
- 会津桐下駄
- 雄国の根まがり竹細工
- 総桐箪笥
- 田島万古焼
- つる細工
- 土湯伝統こけし
- 福島だるま
- 上川崎和紙
- 二本松伝統家具
- 二本松万古焼
- 伝統岳こけし
- 獅子頭
- 仏壇
- 三春駒
- 三春張子
- 海老根伝統手漉和紙
- 須賀川絵幟
- 江戸小紋
- 牡丹こけし
- 白河だるま
- 日本甲冑
- いわき絵のぼり
- 遠野和紙
- 金山漆ろうそく
- 初音
- 檜枝岐の山人工芸品
- 相馬駒焼
- 中ノ沢こけし
- マタタビ細工

## 関東地方

### 茨城県
茨城県郷土工芸品
- 笠間焼
- 結城紬
- 真壁石灯籠
- つくばね焼
- 五浦天心焼
- 粟野春慶塗
- 結城地方の桐下駄
- 結城桐箪笥
- 水戸やなかの桶
- とよさとの桶・樽
- 涸沼竿
- 石岡府中杉細工
- 茨城籘工芸
- 竹矢
- 雪村うちわ
- ひたち竹人形
- 総和竹絵画
- 古河竹工画
- 西ノ内紙
- かな料紙
- 国寿石大子硯
- 結城紬
- いしげ結城紬
- 水海道染色村きぬの染
- 常陸獅子
- 水府提灯
- 桂の雛人形
- 万祝・大漁旗
- 手描き鯉のぼり
- 線香
- 浮世絵手摺木版画
- べっ甲細工
- 梵鐘
- 米粒人形
- 大穂のほうき
- 武道具
- 淡水真珠
- あやめ笠
- 繁昌笠
- 結城まゆ工芸
- 張り子の達磨・虎・兎
- 霞ヶ浦帆引き船模型

### 栃木県
とちぎの伝統工芸品
- 益子焼
- 結城紬
- 小浜焼
- 曲物
- 宇都宮の挽物
- 今市の挽物
- 塩原の挽物
- 指物
- 下野水車
- 鹿沼組子書院障子
- 日光下駄
- 郷土玩具日光茶道具
- 日光彫
- 家紋帳箪笥・ダルマ戸棚
- 栗山木杓子・木鉢
- 那須唐木細工
- 薬師寺の桶・竿
- 栃木の樽
- 栃木の桐下駄
- 鹿沼の総桐箪笥
- 竹工芸
- 寒竹工芸
- 那須の篠工芸
- 市貝の箕
- 竹製小鳥籠（尺籠）
- 竹釣竿
- 烏山竹釣竿
- 天明鋳物
- 黒磯の打刃物
- 茂木の打刃物
- 和太鼓
- 石橋江戸神輿・神仏具
- 新波の提灯
- 真岡木綿
- 正藍染
- 草木染
- 益子草木染
- 黒羽藍染
- うくべ細工
- 大谷石細工
- 芦野石細工
- 黄鮒
- 野州てんまり
- 栃木鬼瓦
- 宇都宮の桐塑人形
- 佐野衣装着雛
- 佐野節句旬かけ軸
- 大畑家の武者絵のぼり
- 鹿沼箒
- 都賀の座敷箒
- 三味線
- 琴
- 烏山手すき和紙
- 佐野土鈴・土笛
- 栃木の線香
- 野木の石仏
- 本場結城紬織機（地機）

### 群馬県
- 伊勢崎絣
- 桐生織
- 高崎手捺染
- 桐生引染ボカシ
- 桐生手描き紋章上絵
- 和重喜ながし
- 桐生手刺繍
- 桐生蓑虫工芸
- 沼田の組紐
- 太田の絞り
- 桐生横振刺繍
- 桐生絞
- 上州高崎注染手ぬぐい
- 上州誂え袢纏
- 正藍染上州小倉織
- 藍・草木を使った桐生絞り染め
- 自性寺焼
- 藤岡鬼瓦
- 沼田桑細工
- 沼田指物
- 沼田桐下駄
- 入山メンパ
- 沼田碁器
- 三国桐下駄
- 桐生桶
- 月夜野桐箪笥
- 入山こね鉢
- 三国指物
- 伊勢崎桐箱
- 桐生竹細工
- 根利のスズしょうぎ
- 日野竹細工
- 大間々籠
- 嬬恋寝曲がり竹細工
- 西上州竹皮編
- 川場竹細工
- 桐生籐工芸
- 伊香保つる細工
- 桐生打刃物
- 沼田鉈
- 万場山中打刃物
- 安中鍛造農具
- 桐生紙
- 秋畑和紙
- ぐんまのこけし
- 高崎だるま
- 高崎縄のれん
- 太田太鼓
- 迦葉山天狗面
- 榛名の木目込
- 利根沼田の座敷箒
- 高崎張子獅子頭
- 入山菅むしろ
- 前橋びな
- 高崎まねき猫
- 高崎剣道具
- 桐生民芸畳
- 上州尺八

### 埼玉県
- 春日部桐箪笥
- 江戸木目込人形
- 岩槻人形
- 秩父銘仙
- 行田足袋
- 鴻巣雛
- 本庄絣
- 熊谷染（友禅、小紋）
- 春日部押絵羽子板
- 武州正藍染（武州唐棧、武州型染、武州紺織）
- 草加本染ゆかた（本染ゆかた、長板中型）
- 越谷ひな人形・越谷甲冑
- 飯能大島紬
- 手がき鯉のぼり
- 秩父ほぐし捺染（着尺、夜具地、座付団地）
- 越谷張子だるま
- 所沢人形
- 竹釣竿
- 小川和紙
- 鬼瓦・武州磨き本瓦
- 春日部稲荷

### 千葉県
- 房州うちわ
- 江戸硝子
- 千葉工匠具
- 唐棧織
- 綴錦織
- 銚子ちぢみ
- 萬祝半天
- 萬祝長着
- 鴨川萬祝染
- 萬祝式大漁旗
- 下総手描友禅
- 友禅染
- 手描友禅
- 下総染小紋
- 手描金更紗
- 下総染
- 上総鯉のぼり
- 下総組紐
- 高嶺ひも
- 日本刺繍
- 金銀モール縫箔
- 上総鋏
- 下総鋏
- 総打刃物
- 下総打刃物
- 房州船鋸
- 房州鋸
- 切箸（金切鋏）
- 日本刀
- 飾り煙管
- 房州和船
- 九十九里漁船
- 木工挽物
- 雨城楊枝
- いすみ楊枝
- 野田和樽
- 桶
- 上総荷車
- 伝統農具模型
- 木地玩具
- 上総木彫
- 木象嵌
- 桐下駄
- けやき木工品
- 上総和竿
- 下総竹細工
- 印旛竹細工
- 南総竹細工
- 蒔絵
- 押絵羽子板
- 江戸つまみかんざし
- 下総袖垣
- 下総鬼瓦
- 真朱焼
- 安房竹工芸品
- 銚子竹すだれ小鳥籠
- 和弓
- 和弓用矢
- 節句人形
- 八千代びな
- 衣装着人形
- 長南とんび凧
- 上総袖凧
- 上総角凧
- 上総とんび
- 佐原張子
- 芝原人形
- 佐原和傘
- 木撥
- 琴
- 三味線
- 佐原太鼓
- 篠笛
- 行徳神輿
- 江戸神輿
- 堂宮神輿
- 本納絵馬
- 上総獅子頭
- 籐椅子 籐家具 籐製品
- 小糸の煙火
- 刷毛
- へら浮子
- べっ甲細工
- 象牙彫

### 東京都
東京都伝統的工芸品の一覧
- 村山大島紬
- 東京染小紋
- 本場黄八丈
- 江戸木目込人形
- 東京銀器
- 東京手描友禅
- 多摩織
- 東京くみひも
- 江戸漆器
- 江戸鼈甲
- 江戸刷毛
- 東京仏壇
- 江戸つまみ簪
- 東京額縁
- 江戸象牙
- 江戸指物
- 江戸簾
- 江戸更紗
- 東京本染ゆかた・手ぬぐい
- 江戸和竿
- 江戸衣裳着人形
- 江戸切子
- 江戸押絵羽子板
- 江戸甲冑
- 東京籐工芸
- 江戸刺繍
- 江戸木彫刻
- 東京彫金
- 東京打刃物
- 東京表具
- 東京三味線
- 江戸筆
- 東京無地染
- 東京琴
- 江戸からかみ
- 江戸木版画
- 東京七宝
- 東京手植ブラシ
- 江戸硝子
- 江戸手描提灯
- 東京洋傘
- 東京手彫り印章

- 品川区
  - 浮世絵摺り
  - 紋章上絵
  - 刺繍
  - 木工挽物
  - 理美容鋏
  - 表具
  - 桐箪笥
  - 漆工芸
  - 銀器
  - 和裁
  - 骨董修理
  - 看板彫刻
  - 江戸箒・簾
  - 洗い張り
  - 和竿
  - 仏像彫刻
  - 江戸切子
  - 染め物
  - 草木染め手織物
  - 三味線
  - 提灯文字

- 江戸川区
  - 江戸切子
  - 和傘作り
  - 江戸風鈴
  - 江戸扇子
  - ゆかた染め
  - 染色型紙
  - 竹芸
  - 熊手・江戸凧
  - 投縄

- 練馬区
  - 刀剣研磨
  - 尺八
  - 江戸刺繍
  - 江戸筆
  - 江戸木版画
  - 螺鈿蒔絵
  - 東京額縁
  - 江戸表具
  - 籐工芸
  - 江戸からかみ
  - 組紐

- 文京区
  - 江戸筆
  - 江戸提灯
  - 染織（草木染）
  - 七宝
  - 江戸木版画（摺師）
  - 和楽器（三味線）
  - 風呂桶
  - 江戸甲冑
  - 結納品（水引）

- 江東区
  - 人形頭製作
  - 金工（鍛金）
  - 象牙細工（三味線駒）

- その他
  - 江戸切子
  - かねこ琴三弦楽器
  - 桐たんす

### 神奈川県
- 鎌倉彫
- 小田原漆器
- 箱根寄木細工
- 芝山漆器
- 横浜家具
- 伊勢原の弓矢
- 小田原工芸鋳物
- 三崎の大漁旗
- 大山こま
- 小田原提灯
- 秦野達磨凧
- 江の島の貝細工
- 横浜の袢天
- 津久井のくみひも
- 小田原の小木工品
- 秦野の竹製品
- 小田原の長さ計
- 中津の座敷ほうき
- 半原のぬい糸
- ハマ焼
- 横浜の鯉のぼり 真
- 鶴の小松石

## 中部地方

### 新潟県
経済産業大臣指定伝統的工芸品
- 塩沢紬
- 本塩沢
- 小千谷縮
- 小千谷紬
- 十日町絣
- 十日町明石ちぢみ
- 羽越しな布
- 村上木彫堆朱
- 新潟漆器
- 加茂桐箪笥
- 燕鎚起銅器
- 越後与板打刃物
- 越後三条打刃物
- 新潟・白根仏壇
- 長岡仏壇
- 三条仏壇
- 佐渡無名異焼

新潟県伝統工芸品
- 小国和紙
- 寺泊山田の曲物
- 三条六甲巻凧
- 大谷地和紙
- 新潟県産打揚花火
- 十日町友禅
- 上越バテンレース
- 庵地焼旗野窯
- 安田瓦鬼瓦
- 越後本染注染手拭
- 出雲崎手作り紙風船
- 新潟手掛け和蝋燭
- 新津焼
- 加茂紙
- 加茂屏風

その他
- 猫ちぐら

### 富山県
- 高岡漆器
- 井波彫刻
- 高岡銅器
- 越中和紙
- 庄川挽物木地
- 越中福岡の菅笠
- 一位一刀彫り
- 飛騨春慶塗
- 和ろうそく
- 山中和紙
- 魚津漆器
- 止利仏師
- 八尾和紙
- とんぼ玉
- 富山土人形
- 高岡仏壇
- 城端塗
- 五箇山和紙
- 木彫り欄間
- 城端仏壇

### 石川県
- 加賀友禅
- 九谷焼
- 輪島塗
- 山中漆器
- 金沢漆器
- 金沢仏壇
- 七尾仏壇
- 金沢箔
- 牛首紬
- 加賀繍
- 和紙
- 美川仏壇
- 桐工芸
- 檜細工
- 珠洲焼
- 加賀毛針
- 大樋焼
- 加賀竿
- 加賀獅子頭
- 加賀象嵌
- 加賀提灯
- 加賀八幡起上り
- 加賀水引細工
- 金沢表具
- 金沢和傘
- 郷土玩具
- 琴
- 三弦
- 太鼓
- 竹細工
- 茶の湯釜
- 鶴来打刃物
- 手捺染型彫刻
- 銅鑼
- 七尾和ろうそく
- 能登上布
- 能登花火

### 福井県
経済産業大臣指定伝統的工芸品
- 越前漆器
- 越前和紙
- 越前打刃物
- 越前焼
- 越前箪笥
- 若狭塗
- 若狭めのう細工

福井県郷土工芸品
- よもぎ草染
- 越前和蝋燭
- 銀杏材木工品
- 越前竹人形
- 三国箪笥
- 武生桐箪笥
- 武生唐木工芸
- 越前水引工芸
- 若狭パール
- 若狭和紙
- うるしダルマ
- 三国仏壇
- 越前指物
- 武生唐木指物
- 越前鬼瓦
- 鯖江木彫
- 油団
- 福井仏壇
- 越前〆縄
- 万司天神掛軸
- 組子指物
- 石田縞
- 越前洋傘
- 福井三味線
- 越前菅笠
- 三国提灯
- 越前竹細工
- 今谷焼
- ふくいモダン刺し子

その他
- 手打ちそば作り用具
- 越前美化木
- 春江木芸
- 丸岡神具
- 名田庄木工品

### 山梨県
山梨県指定の伝統工芸品
- 甲州水晶貴石細工
- 甲州印伝
- 甲州手彫印章
- 甲州雨畑硯
- 甲州大石紬
- 甲州武者のぼり・鯉のぼり
- 西島手漉和紙
- 親子だるま
- 甲州鬼瓦
- 市川大門手漉和紙
- 山梨貴宝石
- 富士勝山スズ竹工芸品

### 長野県
長野県伝統的工芸品
- 信州紬
- 木曽漆器
- 飯山仏壇
- 松本家具
- 南木曽ろくろ細工
- 内山紙
- 信州打刃物
- 曲物
- 蘭檜笠
- お六櫛
- 木曽材木工芸品
- 長野県農民美術
- 市田ねこ
- 白樺工芸品
- 軽井沢彫
- 秋山木鉢
- 桐下駄
- 信州竹細工
- 南木曽ねこ
- 信州鋸
- あけび蔓細工
- 信州手描友禅
- 龍渓硯
- 猫つぐら

### 岐阜県
岐阜県郷土工芸品
- 飛騨春慶
- 一位一刀彫
- 岐阜和傘
- 美濃焼
- 美濃和紙
- 美濃提灯
- 岐阜渋うちわ
- 花合羽
- のぼり鯉
- 西濃大理石
- 岐阜長良川花火
- 大垣の枡
- 養老ひょうたん
- 神戸竹工芸
- 南濃花台
- 養老焼
- 久瀬のまいおどり
- 大桑竹細工
- 本巣わら細工
- 菊花石加工品
- 杞柳製品
- 関伝日本刀
- 美濃和紙加工品
- 郡上紬
- 郡上本染
- 古今染
- 正山幽玄塗
- ふじ細工
- 郡上びく
- 平成の円空彫
- 総無垢材家具
- ひな人形　五月人形
- 美濃白川まゆの花
- 郡上竿
- 浮かし彫り
- 東濃檜製神棚
- 寄木細工
- 恵那日用木工品
- イ草人形
- 恵那ロクロ製品
- 恵那曲物製品
- 恵那曾夕森紬
- 恵那あじろ製品
- 飛騨さしこ
- 山田焼
- 蛭川みかげ石製品
- 渋草焼
- 千巻工芸
- 小糸焼
- 白川郷の挽物
- 円空彫
- 山中和紙
- 飛騨宮村ひのき笠・一位笠
- 祭りちょうちん
- 和ろうそく
- 小屋名のショウケ

### 静岡県
- 駿河竹千筋細工
- 駿河雛具
- 駿河雛人形
- 駿河漆器
- 駿河蒔絵
- 駿河塗下駄
- 駿河凧
- 下田脂松細工
- 井川メンパ
- 熱海楠細工
- 駿河指物
- 浜松木櫛
- 静岡挽物
- 木工製品
- 賤機焼
- 森山焼
- 志戸呂焼
- 深良窯
- 駿河和染
- ざざんざ織
- 掛川手織葛布
- 藤枝桐タンス
- 焼津弓道具
- 遠州鬼瓦
- 竹細工
- 木製家具
- 木製玩具
- 藤枝だるま
- 相良凧
- 和紙人形
- 竹細工
- 浜北の風ぐるま
- 羊毛手織製品
- 志太"長楽寺天神

### 愛知県
あいちの伝統工芸品
- 有松・鳴海絞り
- 名古屋友禅
- 名古屋黒紋付染
- 常滑焼
- 赤津焼
- 瀬戸染付焼
- 三州鬼瓦工芸品
- 名古屋仏壇
- 三河仏壇
- 尾張仏具
- 豊橋筆
- 岡崎石工品
- 名古屋桐箪笥
- 尾張七宝
- 名古屋節句飾
- 知多木綿
- 三河木綿・三河縞
- 乙川人形
- 草木染
- 藍染
- 紋章上絵
- 鬼瓦
- 曲輪せいろ
- 打敷
- 鶴城焼
- 天神様
- 犬山焼
- 木桶
- 三河の一刀彫
- 三河張子
- 指物
- つげ櫛
- 木地製品
- 小坂井の風車
- 曲げ物
- 名古屋扇子
- 奥三河木地
- 張り子
- 漆器
- 名古屋提灯
- 釣竿・弓矢
- 宮太鼓、締太鼓、平太鼓
- 端折傘
- 木魚
- やはぎの矢
- 鳳来寺石硯
- 仏具
- 名古屋節句人形
- 和紙
- 旗、幕、幟
- 戸部の蛙
- 一閑張
- 津島祭礼太鼓
- 和凧
- 土人形
- 神棚・神具
- 三将馬
- 名古屋和蝋燭
- 吉良の赤馬
- 錺工芸品
- きらら鈴
- 五月武者絵幟
- ちゃらぼこ太鼓

### 三重県
経済産業大臣指定伝統的工芸品
- 伊賀くみひも
- 四日市萬古焼
- 伊賀焼
- 鈴鹿墨
- 伊勢形紙

三重県指定伝統工芸品
- 桑名盆（かぶら盆）
- 桑名鋳物
- 桑名箪笥
- 桑名刃物
- 桑名萬古焼
- 多度の弾き猿
- 和太鼓
- 地張り提灯
- 日永うちわ
- 四日市の提灯
- 関の桶
- 高田仏壇
- 阿漕焼
- 伊勢木綿
- 深野紙
- 松阪の猿はじき
- 松阪萬古焼
- 松阪木綿
- なすび団扇
- 竹細工
- 擬革紙
- 伊勢一刀彫
- 伊勢春慶
- 伊勢の神殿
- 伊勢の提灯
- 伊勢玩具
- 伊勢の根付
- 伊勢紙
- 火縄
- 尾鷲わっぱ
- 那智黒石
- 市木木綿
- 熊野花火
- 伊勢神宮宝物（式年遷宮毎に製作）太刀など17種類
- 和釘

## 関西地方

### 滋賀県
経済産業大臣指定伝統的工芸品
- 信楽焼
- 彦根仏壇
- 近江上布

滋賀県伝統的工芸品
- 網織紬
- 秦荘紬
- 綴綿
- 正藍染
- 手織真田紐
- 草木染手組組紐
- 近江刺繍
- 彦根繍
- 楽器糸
- 鼻緒
- 特殊生糸
- 押絵細工
- 近江真綿
- 輪奈ビロード
- 膳所焼
- 近江下田焼
- （再興）湖東焼
- 提灯
- ろくろ工芸品
- 木製桶樽
- 竹皮細工
- 竹製花籠
- 甲良臼
- 高島扇骨
- 上丹生木彫
- 八幡丸竹工芸品
- 木珠（高級木製数珠玉）
- 浜仏壇
- 錺金具
- 近江雁皮紙
- 雲平筆
- 江州燈篭
- 和ろうそく
- 太鼓
- 大津絵
- 長村梵鐘
- 小幡人形
- 愛知川びん細工手まり
- いぶし鬼瓦
- 神輿
- 江州よしすだれ

その他
- 近江扇子
- 大津焼
- ビロード
- 本藍染
- 水口細工
- 八田焼
- 竹刀
- 竹根鞭細工
- 高島虎斑石硯

### 京都府
京都府知事指定伝統工芸品
京もの指定工芸品
- 西陣織
- 京鹿の子絞
- 京友禅、京小紋
- 京繍
- 京くみひも
- 京黒紋付染
- 京仏壇、京仏具
- 京漆器
- 京指物（京の木工芸）
- 京焼・清水焼
- 京扇子、京うちわ
- 京石工芸品
- 京人形
- 京表具
- 京房ひも・撚ひも
- 丹後藤布
- 京陶人形
- 京都の金属工芸品
- 京象嵌
- 京刃物
- 京の神祇装束調度品
- 京銘竹
- 京の色紙短冊和本帖
- 北山丸太
- 京版画
- 丹後ちりめん
- 黒谷和紙
- 京たたみ
- 京印章
- 京七宝
- 京竹工芸

京もの技術活用品
- 丹後ちりめん工芸品

京もの伝統食品
- 京つけもの
- 京上菓子

京の手しごと工芸品
- 額看板
- 菓子木型
- かつら
- 金網細工
- 唐紙
- 京かるた
- きせる
- 京瓦
- 京真田紐
- 京足袋
- 京つげぐし
- 京葛篭
- 京丸うちわ
- 京弓
- 京和傘
- 截金
- 嵯峨面
- 尺八
- 三味線
- 調べ緒
- 茶筒
- 堤燈
- 堤燈
- 念珠玉
- 能面
- 花かんざし
- 伏見人形
- 邦楽器絃
- 矢
- 結納飾
- 水引工芸
- 和蝋燭
- 京こま

食品の伝統産業
- 清酒
- 京菓子
- 京漬物
- 京料理

その他の伝統産業
- 造園
- 薫香
- 伝統建築
- 京たたみ

### 大阪府
大阪府知事指定伝統工芸品
- 大阪欄間、大阪欄間彫刻
- 大阪唐木指物
- 大阪仏壇、大阪唐木銘木仏壇、大阪塗仏壇
- 大阪浪華錫器、なにわ錫器
- なにわべっ甲
- 大阪三味線
- 大阪銅器
- 深江の菅細工
- 漆刷毛
- なにわ刷毛
- 大阪張り子
- 堺打刃物
- 浪華本染め、浪華本染めゆかた、浪華本染め手拭い
- 堺線香
- 堺手織段通
- 堺五月鯉幟
- 大阪金剛簾、金剛簾
- なにわ竹工芸品
- 蜻蛉玉
- 大阪泉州桐箪笥､泉州桐箪笥
- 和泉櫛
- 和泉蜻蛉玉

その他
- 太鼓
- 曲げ物

### 兵庫県
経済産業大臣指定伝統的工芸品
- 播州そろばん
- 丹波立杭焼
- 出石焼
- 播州毛鉤
- 豊岡杞柳細工
- 播州三木打刃物
- 大阪唐木指物[注釈 1]

兵庫県伝統的工芸品
- 姫革細工
- 有馬の人形筆
- 有馬籠
- 明珍火箸
- 杉原紙
- 城崎麦わら細工
- 丹波布
- 名塩紙
- 美吉籠
- 赤穂雲火焼
- しらさぎ染
- 兵庫仏壇
- 姫路仏壇
- 和ろうそく
- 姫路独楽
- 姫路張子玩具
- 王地山焼
- 丹波木綿
- 三田鈴鹿竹器
- 播州鎌
- 播州山崎藍染織
- 淡路鬼瓦
- 赤穂緞通
- 稲畑人形
- 皆田和紙
- 姫路白なめし革細工

### 奈良県
国指定伝統的工芸品
- 高山茶筅
- 大阪唐木指物
- 奈良筆
- 奈良墨

奈良県伝統的工芸品
- 赤膚焼
- 奈良晒
- 神酒口
- 木製灯籠
- 東吉野杉・檜木工品
- 高山茶道具
- 吉野手漉き和紙
- 鹿角細工
- 吉野杉桶・樽
- 大和指物
- 大和出雲人形
- 神具・神棚
- 奈良団扇
- 三方・三宝
- 大塔坪杓子・栗木細工
- くろたき水組木工品
- 笠間藍染
- 奈良表具

その他
- 日本刀
- 奈良漆器
- 奈良釜
- 磨き丸太
- 奈良草履
- 革ボタン
- 奈良包丁
- 面（能）
- 大和瓦
- 割り箸
- 灯心
- 奈良一刀彫
- 象牙撥鏤
- 大和式銅あんこう
- 三味線皮
- 貝ボタン

### 和歌山県
和歌山県知事指定工芸品
- 紀州へら竿
- 紀州箪笥
- 紀州漆器
- 保田紙
- 御坊人形
- 皆地笠
- 那智黒硯
- 野鍛冶刃物
- 紀州雛
- 棕櫚箒

## 中国地方

### 鳥取県
- 弓浜絣
- 因州和紙
- 出雲石燈ろう
- 牛ノ戸焼
- 因久山焼
- 上神焼
- 黒見焼
- 福光焼
- 倉吉絣
- 綾綴織
- 染物（筒書き）
- 大山友禅
- 木彫十二支
- 北條土人形
- 桜独楽
- 若桜凧
- はこた人形
- 流しびな
- きりん獅子
- 土鈴
- 竹細工
- 鹿野菅笠
- 淀江傘
- 挽物・刳物・指物
- 岩井挽き物細工
- 桐下駄
- 額縁
- 精霊舟
- 欄間彫刻
- 鍛製品(包丁､鎌､鍬､鋤､斧)
- 和太鼓

### 島根県
経済産業大臣指定伝統的工芸品
- 出雲石燈ろう
- 雲州そろばん
- 石州和紙
- 石見焼

島根県ふるさと伝統工芸品
- 出雲石灯
- 八雲塗
- 石見焼
- 八幡焼
- 布志名焼
- 御代焼
- 錦山焼
- 萬祥山焼
- 楽山焼
- 袖師焼
- 母里焼
- 出西焼
- 出雲広瀬方円窯
- 温泉津焼
- 雪舟焼窯元
- 石州亀山焼
- 焼火窯
- 奥出雲玉鋼工芸品
- 加茂刃物
- 出雲鍛造工芸品
- 雲州幸光刃物
- 石見岡光刃物
- 雲州忠善刃物
- 隠岐沖光刃物
- 高橋鍛冶製品
- 雲州そろばん
- 奥出雲銘木製品
- 福こづち
- 布施の木工品
- 石州川本木工品
- ケヤキ挽物細工
- 組子細工
- 出雲一刀彫
- 木地人形
- 松江藩籐細工
- 仏像彫刻
- ケヤキ指物木工
- 出雲獅子頭
- 筒描藍染
- 広瀬絣
- 武者絵五月幟
- 安来織
- 出雲織
- 出西織
- 石見神楽衣裳
- 出雲民芸紙
- 勝地半紙
- 石州半紙
- 石州和紙
- 斐伊川和紙
- 広瀬和紙
- スサノオ和紙
- 貴石細工
- 出雲めのう細工
- 隠岐黒耀石細工
- 石見神楽面
- 福神面
- 魔除飾面
- じょうき・鯛車
- 大社の祝凧
- 長浜人形
- 松江姉様
- 松江和紙てまり
- 出雲五色天神
- 杉葉線香
- 石見神楽蛇胴
- 石見根付

### 岡山県
経済産業大臣指定伝統的工芸品
- 勝山竹細工
- 備前焼

岡山県知事指定郷土伝統的工芸品
- 手織作州絣
- 津山箔合紙
- 倉敷はりこ
- 撫川うちわ
- 備中和紙
- 高田硯
- がま細工
- 烏城紬
- 虫明焼
- 津山練り天神
- 郷原漆器

### 広島県
経済産業大臣指定伝統的工芸品
- 熊野筆
- 川尻筆
- 広島仏壇
- 宮島細工
- 福山琴

広島県指定伝統的工芸品他
- 一国斎高盛絵
- 銅蟲
- 矢野かもじ
- 三次人形
- 大竹手打刃物
- 宮島焼
- 戸河内刳物
- 戸河内挽物
- 備後絣
- 宮島細工
- 広島仏壇
- 熊野筆
- 川尻筆
- 福山琴

### 山口県
- 萩焼
- 大内塗
- 赤間硯
- 堀越焼
- 徳地和紙
- 見島鬼揚子
- 柳井縞

## 四国地方

### 徳島県
経済産業大臣指定伝統的工芸品
- 阿波和紙
- 阿波正藍しじら織
- 大谷焼

徳島県伝統的特産品指定事業
- 大谷焼
- 阿波粘土瓦
- 阿波奴凧
- 阿波首でこ
- 美馬の和傘

### 香川県
- 香川漆器
- 丸亀うちわ
- 讃岐桶樽
- 欄間彫刻
- 組手障子
- 志度桐下駄
- 肥松木工品
- 讃岐一刀彫
- 長火鉢
- 桐箱
- 讃岐提灯
- 高松和傘
- 一閑張・一貫張
- 香川竹細工
- 古式畳
- 御厩焼
- 神懸焼
- 岡本焼
- 讃岐装飾瓦
- 豊島石灯籠
- 庵治産地石製品
- 鷲ノ山石工品
- 打出し銅器
- 左官鏝
- 焼印
- 讃岐鍛冶製品
- 讃岐鋳造品
- 保多織
- 讃岐のり染
- 讃岐獅子頭
- 手描き鯉のぼり
- 金糸銀糸装飾刺繍
- 節句人形
- 高松張子
- 手描き讃岐絵凧
- 高松嫁入人形
- 張子虎
- 讃岐かがり手まり

### 愛媛県
経済産業大臣指定伝統的工芸品
- 砥部焼
- 大洲和紙

愛媛県伝統的特産品
- 西条だんじり彫刻
- 周桑手すき和紙
- 桜井漆器
- 菊間瓦
- 伊予竹工芸品
- 伊予絣
- 姫だるま
- 姫てまり
- 和釘
- 和ろうそく
- 和傘
- 棕櫚細工
- 高張提灯
- 桐下駄
- 節句鯉幟
- 宇和島牛鬼張り子
- 水引・水引製品
- 伊予手すき和紙
- 太鼓台刺繍飾り幕
- 二六焼
- 伊予簀

### 高知県
- 土佐和紙
- 土佐打刃物
- 宝石珊瑚
- フラフ・のぼり
- 土佐凧
- 土佐古代塗
- 土佐つむぎ
- 虎班竹細工
- 内原野焼
- 尾戸焼・能茶山焼
- 安芸國鬼瓦
- 土佐硯
- まんじゅう笠

## 九州地方

### 福岡県
- 博多織
- 久留米絣
- 小石原焼
- 上野焼
- 八女福島仏壇
- 博多人形
- 八女提灯
- 博多絞
- 博多曲物
- 博多鋏
- 津屋崎人形
- 木うそ
- 博多張子
- 福岡積層工芸ガラス
- 博多独楽
- 八朔の馬
- 手吹きガラス
- 孫次凧
- 英彦山ガラガラ
- 筑前ブンブン凧
- 直方だるま
- 籃胎漆器
- きじ車
- 八女手漉和紙
- 八女石灯ろう
- 掛川織
- 赤坂人形
- 柳川神棚
- 八女竹細工
- 広川下駄
- 筑後和傘
- 八女和ごま
- 杷木五月節句幟
- 八女矢
- 城島鬼瓦
- 久留米おきあげ
- 大川総桐タンス
- 大川彫刻
- 大川組子

### 佐賀県
- 伊万里焼
- 有田焼
- 佐賀錦
- 鹿島錦
- 白石焼
- 浮立面
- 唐津焼
- 諸富家具・建具
- 西川登竹細工
- 重橋の手漉和紙
- 鍋島緞通
- 名尾の手漉和紙
- 須古ござ
- 肥前びーどろ
- 弓野人形
- のごみ人形

### 長崎県
長崎県指定の伝統的工芸品
- 長崎手打刃物
- 若田石硯
- 長崎べっ甲
- 阿翁石工製品
- 波佐見焼
- 五島さんご
- 古賀人形
- 佐世保独楽
- 長崎凧とビードロよま
- 五島ばらもん(凧)
- 壱岐鬼凧(壱州鬼凧)
- 対馬満山釣針
- 三川内焼

### 熊本県
- 小代焼
- 天草陶磁器
- 肥後象嵌
- 山鹿灯籠
- 刃物
- 刀剣
- 鋸
- 肥後鐔
- 馬蹄鉄
- 人吉・球磨家具
- 桶
- 挽物
- 指物
- ひのかわ民芸家具
- 木の根工芸
- 欄間彫刻
- 曲物
- 竹篭
- 肥後三郎弓
- 尺八
- 鳥かご
- 高田焼
- 水の平焼
- 丸尾焼
- 一勝地焼
- 高浜焼
- 広山焼
- 内田皿山焼
- 松橋焼
- 五月節句のぼり
- 組紐
- 宮地手漉和紙
- 山鹿灯籠
- 来民うちわ
- きじ馬・花手箱・羽子板
- 肥後てまり
- 何番てまり
- さくらてまり
- 肥後まり
- 肥後こま
- 彦一こま
- おばけの金太
- 天草バラモン凧
- 木葉猿
- とうきび人形
- 張子細工
- くまもと一刀彫
- お金女人形・板角力人形
- 獅子頭
- うそ
- 花ござ
- 手織り花ござ
- 出田みの
- かずら・ヘゴ細工
- 三弦の駒・撥
- 太鼓
- 杏浮木
- 鮫皮漆塗細工
- 屋根飾瓦細工
- 屏風・表具・扁額

### 大分県
- 別府竹細工
- 真珠
- つげ細工
- 姫だるま
- 木工品
- 小鹿田焼
- 日田下駄
- 窯鍛冶

### 宮崎県
- 都城大弓
- 宮崎ロクロ工芸品
- 宮崎手漉和紙
- 日向工芸家具(漆塗)
- (日之影・綾)竹工芸品
- かるい
- てご
- めんぱ
- 小松原焼
- 日向焼
- 高千穂神楽面
- のぼり猿
- 延岡五月幟
- 大漁旗
- 門川太鼓
- 佐土原人形
- 法華岳うずら車
- 久峰うずら車
- 神代独楽
- ごったん
- ひむかの矢・久宗の矢
- 四半的矢
- 都城木刀
- 日向(霧島・綾)竹刀
- 日向剣道防具
- 日州透かし象嵌
- 日向榧碁盤・将棋盤
- 日向はまぐり碁石
- 宮崎手紬(宮琉手紬・綾の手紬・日向紬)
- さつま絣
- 宮崎漆器
- 紅渓石硯
- 小林籐工芸品

### 鹿児島県
- 本場大島紬
- 薩摩焼
- 川辺仏壇
- 薩摩切子
- 種子島焼
- 薩摩錫器
- 加世田鎌・加世田包丁
- 種子鋏
- 種子包丁
- 薩摩深水刃物
- 薩摩弓
- 香箱
- 鶴田和紙
- 蒲生和紙
- 薩摩琵琶
- 太鼓（チヂン）
- 伊集院の太鼓
- 三線
- 屋久杉製無垢物家具
- 屋久杉小工芸品
- 屋久杉製挽物
- つづら工芸
- 竹製品 （編組物）
- 竹製垣根
- 宮之城花器
- 薩摩つげ櫛
- 甑島芙蓉布
- 甲冑
- 五月幟
- 垂水人形
- 帖佐人形
- 薩摩糸びな
- 鯛車
- 初鼓（別名・ポンパチ。和紙と竹でつくられ、玉は大豆）
- 阿多張りキセル
- 知覧傘提灯

## 沖縄地方

### 沖縄県
- 久米島紬
- 宮古上布
- 読谷山花織
- 読谷山ミンサー
- 琉球絣
- 首里織
- 与那国織
- 喜如嘉の芭蕉布
- 八重山ミンサー
- 八重山上布
- 琉球びんがた
- 壺屋焼(シーサー もその一種)
- 琉球漆器
- 知花花織
- 南風原花織
- 三線
- 琉球焼（英語版）
- 苧麻手紡糸
- 芭蕉手紡糸
- 琉球ガラス
- 指ハブ（英語版）[28]（ハブグワァー）[29]。